# کمیل رایت

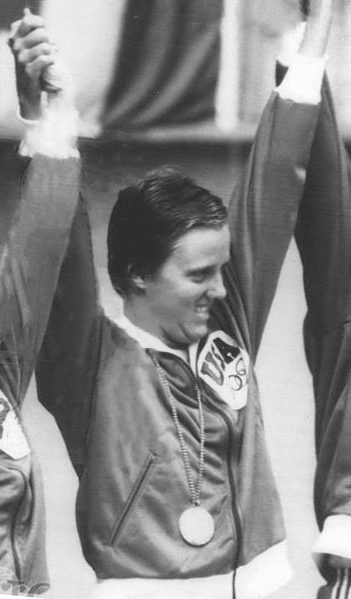
کمیل رایت؛ شناگر آمریکایی

کمیل رایت (به انگلیسی: Camille Wright) (زادهٔ ۵ مارس ۱۹۵۵) شناگر اهل ایالات متحده آمریکا است.